# أليكس إنجلش
أليكس إنجلش (بالإنجليزية: Alex English) مواليد 5 يناير 1954 في كولومبيا، هو لاعب كرة سلة أمريكي سابق تحول إلى التدريب بعد الاعتزال بدأ مسيرته الاحترافية في سنة 1976. يبلغ طوله 6 قدم 7 بوصة (2.0 م). اعتزل اللعب في 1992.

## فرق لعب لها
- ميلووكي باكز
- إنديانا بايسرز
- دنفر ناغتس
- دالاس مافيريكس

## روابط خارجية
- أليكس إنجلش على موقع IMDb (الإنجليزية)
- أليكس إنجلش على موقع الموسوعة البريطانية (الإنجليزية)
- أليكس إنجلش على موقع قاعدة بيانات الفيلم (الإنجليزية)
- أليكس إنجلش على موقع إن بي أي (الإنجليزية)
- أليكس إنجلش على موقع سبورتس رفرنس (الإنجليزية)
- أليكس إنجلش على موقع كلية كرة السلة في سبورتس رفرنس.كوم (الإنجليزية)
- أليكس إنجلش على موقع ريلجم (الإنجليزية)
- أليكس إنجلش على موقع بروبوليرز (الإنجليزية)
- أليكس إنجلش على موقع قاعة المشاهير الجامعة الوطنية لكرة السلة (الإنجليزية)
- أليكس إنجلش على موقع سبورتس رفرنس (الإنجليزية)